# Knoll József
Knoll József (Kassa, Csehszlovákia, 1925. május 30. – Budapest, 2018. április 17.) állami és Széchenyi-díjas magyar orvos, farmakológus, egyetemi tanár, a Magyar Tudományos Akadémia rendes tagja. A pszichoneurofiziológia és a farmakológia neves kutatója. 1964 és 1967 között a Budapesti Orvostudományi Egyetem tudományos rektorhelyettese.

## Életpályája
1943-ban kitüntetéssel érettségizett a Pesti Izraelita Hitközség Gimnáziumában. A második világháború idején előbb Auschwitzba deportálták, majd megjárta a buchenwaldi és a dachaui koncentrációs táborokat. 1945-ben vették fel a Pázmány Péter Tudományegyetem Orvostudományi Karára, ahol az addigra kiszervezett Budapesti Orvostudományi Egyetemen szerzett 1951-ben orvosi diplomát.
Még diplomájának megszerzése előtt, 1949-ben kezdett el dolgozni az egyetem Gyógyszertani Intézetében (ma: Farmakológiai és Farmakoterápiás Intézet) gyakornoki fokozatban. Az egyetem elvégzése után az intézetben kapott tanársegédi állást az immár Budapesti Orvostudományi Egyetem néven működő intézményben. 1958-tól egyetemi docensként, 1962-ben megbízott tanszékvezetőként dolgozott, majd 1963-ban vehette át egyetemi tanári kinevezését és véglegesítették tanszékvezetői megbízását is (a tanszékvezetői tisztséggel együtt az intézet igazgatója volt). Egy évvel később három évre az egyetem tudományos rektorhelyettesévé választották. Az 1969-től Semmelweis Orvostudományi Egyetem néven működő egyetem alatt is többször megerősítették tanszékvezetői tisztségében, azt 1992-ig vezette. 1995-ben nyugdíjazták, valamint tudományos tanácsadói megbízást kapott. 2004-ben professor emeritusszá avatták.
1955-ben védte meg az orvostudományok kandidátusi, 1962-ben akadémiai doktori értekezését. Az MTA Orvosi Osztálya Vezetőségének 1959 és 1964 között tanácskozási jogú tagja, majd 1967–1970-ig osztálytitkár-helyettes, majd 1973-ig osztályelnök-helyettes volt. Az MTA és az Egészségügyi Minisztérium Tudományos Tanácsa (ETT) közös Gyógyszerkutatási Bizottságának 1958-tól titkára, majd 1962-től harminc éven át elnöke, az MTA Elméleti Orvostudományi Tudományos Bizottságának tagja volt. 1970-ben választották meg a Magyar Tudományos Akadémia levelező, 1979-ben pedig rendes tagjává. 1974-ben a német Leopoldina Akadémia, 1990-ben a Royal Society of Medicine, 1995-ben pedig a Lengyel Tudományos és Művészeti Akadémia választotta be tagjai sorába.
Az 1962-ben megalakult Magyar Farmakológiai Társaság alapító tagja és 1967-ig főtitkára, majd 1982-ig a társaság elnöke volt, 1982-ben örökös tiszteletbeli elnökké választották. 1981 és 1984 között a Nemzetközi Farmakológiai Társaság vezető testületének tanácsosa, majd 1987-ig első elnökhelyettese volt. A Cseh, az Olasz, a Lengyel és a Bolgár Farmakológiai Társaság, valamint az Osztrák Parkinson Társaság tiszteletbeli tagjává választották.
A hazai szakfolyóiratok közül 1968-tól, annak 1982-es megszűnéséig főszerkesztője volt az Orvostudománynak (MTA V. Orvosi Osztály Közleményei), 1970-től, annak szintén 1982-es megszűnéséig a Kísérletes Orvostudománynak szerkesztőbizottsági tagja volt. 1967 óta szerkesztőbizottsági tagja volt az Acta Physiologica Hungarica-nak.
A nemzetközi szakfolyóiratok közül 1979-1989-ig a Medical Biology regionális szerkesztője volt. Szerkesztőbizottsági tagja volt a Pharmacology, Biochemistry and Behavior-nak (1973–1989), a European Journal of Pharmacology-nak (1976–1981), a Horizons in Biochemistry and Biophysics-nek (1975–1979), a Trends in Pharmacological Sciences-nek (1979–1985), az Archives internationales de Pharmacodynamie et de Thérapie-nek (1977–1995), a Pharmacological Research Communications-nek (1970–1992), a Journal of International Medicinal Research-nek (1978–1992), a Polish Journal of Pharmacology-nak (jelenleg Pharmacological Reports) (1994 óta) és az Investigation Medica International, a Drug Development Research és a Journal of Ecotoxicology szerkesztőbizottságaiba is bekerült.

## Munkássága
A pszichoneurofiziológia és a pszichofarmakológia kutatási területén több mint nyolcszázötven tudományos közleményt publikált és ötvenhárom szabadalom tulajdonosa. Nevéhez fűződik a pszichés működéseket befolyásoló gyógyszerek kutatására alkalmas új módszerek bevezetése, ismeretlen endogén anyagok (cellulin, satietin, angiohypotensin) felfedezése, számos új hatásmódú vegyületcsalád kidolgozása, köztük egy új fájdalomcsillapító-gyulladásgátló család, a pyrido-(1,2a)-pyrimidinek kidolgozása, amelyek közül a Rymazolium (Probon) vált gyógyszerré 1976-ban.
Kutatásainak középpontjában azoknak az agyi mechanizmusoknak feltárása állt, melyek alapján racionálisan értelmezhető, hogy a 150 ezeréves mai ember milyen agyi mechanizmusok révén épített fel olyan társadalmat, amely egyrészt építkezik, de egyúttal rombol is. Központi problémájának értelmezésére elméletet dolgozott ki, melyet közel húsz évi kísérletes munka után foglalt össze először monográfiában (The Theory of Active Reflexes. An Analysis of Some Fundamental Mechanisms of Higher Nervous Activity. 1969, Budapest–New York). Elméletét újabb több évtizedes munka után összegezte életmű-monográfiában (The Brain and its Self. A Neurochemical Concept of the Innate and Acquired Drives. 2005, Berlin–Heidelberg–New York.; magyarul: Az agy és tudata Budapest, 2006). Művei alapján értelmezhető, hogy elmélete kidolgozásában milyen kulcsszerepet játszott a deprenil (Jumex, Eldepryl, Emsam) kifejlesztése és sajátos hatásmódjának tisztázása.
A deprenil kimunkálása egyszersmind gyógyszerkutatási tevékenységének legjelentősebb gyakorlati sikere. Az 1960-as évek elején született vegyület a B típusú monoamin-oxidáz (MAO) első szelektív bénítójaként vált világhírűvé. A több országban törzskönyvezett gyógyszert a Parkinson-kór, az Alzheimer-kór és a depresszió kezelésére használják. Ez az egyetlen magyar vegyület, amely úgynevezett világgyógyszerként, 1986 óta az USA-ban is forgalomban van. Knoll írta le 1988-ban, hogy deprenillel kezelt patkányok hosszabb ideig tartják meg szexuális és tanulási teljesítőképességüket és szignifikánsan hosszabb életűek, mint placebóval kezelt társaik. Ezen alapszik, hogy a speciálisan az agy öregedését lassító profilaktikumként forgalmazott deprenil készítményeket (Cyprenyl, Selepryl) világszerte egyre szélesebb körben használják. Az 1990-es évektől dolgozott ki munkatársaival olyan új vegyületcsaládot, melynek gyógyszerré fejlesztésre kiválasztott tagja [R-(-)-1-(benzufurán-2-yl)-2-propylaminopentán, (-)-BPAP], amely lényegesen hatékonyabb, mint a deprenil és kulcsvegyületként szolgál a Knoll elméletét alapozó, újonnan feltárt agyi működési mechanizmusok jellemző sajátosságainak feltárásában.

## Családja
1951-ben vette feleségül Teleki Évát. Házasságukból egy leánygyermek (Júlia) született. 1984-ben ismét megházasodott. Második felesége Knoll Berta gyógyszerbiológus, a biológiai tudományok doktora.

## Díjai, elismerései
- Akadémiai Díj (1961, 1964)
- Semmelweis-emlékérem (1981)
- Issekutz-emlékérem (1982)
- A Magdeburgi Orvosi Akadémia díszdoktora (1984)
- Állami Díj (1985) – Az idegrendszerre ható gyógyszerekkel kapcsolatos kimagasló kutatásaiért, nemzetközileg is elismert gyógyszerkutató iskola megteremtéséért.
- A Bolognai Egyetem díszdoktora (1989)
- Award for Distinguished Service in European Pharmacology (1999)
- Arany János Közalapítvány Nagydíja (2000)
- Award for Outstanding Contributions to Anti-Aging Medicine (2001)
- Széchenyi-díj (2003)
- Magyar Gyógyszerkutatásért Díj (2008)
- A Magyar Köztársasági Érdemrend középkeresztje a csillaggal (2010)

## Főbb publikációi
Monográfiák
- The Theory of Active Reflexes. An Analysis of Some Fundamental Mechanisms of Higher Nervous Activity Akadémiai Kiadó, Budapest, Hafner Publishing Co. New York; (1969)
- The Brain and Its Self. A Neurochemical Concept of the Innate and Acquired Drives Springer, Berlin, Heidelberg, New York (2005)
- Az agy és tudata. A veleszületett és szerzett hajtóerők működésének neurokémiai értelmezéseAkadémiai Kiadó, Budapest (2006)

Jelentősebb cikkek
- Some puzzling effects of monoamine oxidase inhibitors (Magyar Kálmánnal, 1982).
- Some Puzzling Pharmacological Effects of Monoamone Oxidase Inhibitors (1972)
- Analysis of the pharmacological effects of selective monoamine oxidase inhibitors (In: Monoamine oxidase and its inhibition, 1976)
- The possible mechanism of action of (-)deprenyl in Parkinson's disease (1978)
- Selective inhibition of B type monoamine oxidase in the brain: a drug strategy to improve the quality of life in senescence (In: Strategy in drug research, 1982)
- Deprenyl (selegiline). The history of its development and pharmacological action (1983)
- The facilitation of dopaminergic activity in the aged brain by (-)deprenyl. A proposal for a strategy to improve the quality of life in senescence (1985)
- R-(-)Deprenyl (Selegiline, MoverganR) facilitates the activity of the nigrostriatal dopaminergic neuron (1987)
- The striatal dopamine dependency of lifespan in male rats. Longevity study with (-)deprenyl (1988)
- The pharmacological profile of (-)deprenyl (selegiline) and its relevance for humans: A personal view (1992)
- Memories of my 45 years in research (1994)
- Multiple, small dose administration of (-)deprenyl enhances catecholaminergic activity and diminishes serotoninergic activity in the brain and these effects are unrelated to MAO-B inhibition (Miklya Ildikóval, 1994)
- Enhanced catecholaminergic and serotoninergic activity in rat brain from weaning to sexual maturity. Rationale for prophylactic (-)deprenyl (selegiline) medication (Miklya Ildikóval, 1995)
- (-)Deprenyl and (-)1-phenyl-2-propylaminopentane, [(-)PPAP], act primarily as potent stimulants of action potential-transmitter release coupling in the catecholaminergic neurons (társszerző, 1996)
- Phenylethylamine and tyramine are mixed-acting sympathomimetic amines in the brain (társszerző, 1996)
- (-)Deprenyl (selegiline) a catecholaminergic activity enhancer (CAE) substance acting in the brain (1998)
- (-)l-(Benzofuran-2-yl)-2-propylaminopentane, [(-)BPAP], a selective enhancer of the impulse propagation mediated release of catecholamines and serotonin in the brain (társszerző, 1999)

Emellett egy egyetemi tankönyv (Gyógyszertan, 1965, 8. kiadás 1993) és a Magyar Farmakológiai Társaság közgyűléseit bemutató könyvsorozatának szerzője.